# Carlos Zeferino Torreblanca

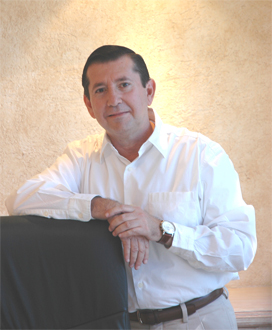
Carlos Zeferino Torreblanca

Carlos Zeferino Torreblanca Galindo (Guadalajara, 14 maart 1954) is een Mexicaans politicus van de Partij van de Democratische Revolutie (PRD).
Torreblanca werd geboren in de staat Jalisco maar verhuisde als kind met zijn ouders naar Guerrero. Hij studeerde boekhouden en ging in Guerrero aan de slag als accountant en zakenman. In 1993 kreeg Torreblanca een functie in de staatsregering van José Francisco Ruiz Massieu aangeboden, wat hij weigerde. Hij sloot zich aan bij de Partij van de Democratische Revolutie (PRD), en deed in 1993 vergeefs een gooi naar het burgemeesterschap van Acapulco. Van 1994 tot 1997 was hij afgevaardigde voor de PRD en in 1999 poogde hij opnieuw burgemeester van Acapulco te worden, waar hij deze keer wel in slaagde.
Op 6 februari 2005 werd hij met 48% van de stemmen als gouverneur gekozen. Torreblanca is de eerste gouverneur van Guerrero in meer dan 75 jaar die niet afkomstig is van de Institutioneel Revolutionaire Partij (PRI). Hij beloofde een einde te maken aan de corrupte machtspraktijken van de PRI. Een van zijn eerste daden was het vrijlaten van de politieke gevangene Felipe Arreaga, een milieu-activist die valselijk beschuldigd werd van moord. Verder zijn van Torreblanca's verkiezingsbeloften echter weinig terechtgekomen; de staat kampt in toenemende mate met criminaliteit, geweld en onveiligheid.
Torreblanca werd in 2011 opgevolgd door René Juárez Cisneros.